# ライラ・モーガン
ライラ・モーガンはテレビドラマ『エンジェル』に登場する架空の弁護士。
演じた俳優はステファニー・ロマノフ。

## 性格
楽天家で非情。
敵であるエンジェルに殺し屋を送りつづける一方、恋心も抱いている。

## 経歴
ウルフラム＆ハートの弁護士。
同僚などが失脚、死亡するたびに昇進を繰り返し、CEO、シニア・パートナーの代理などをつとめる。
第4シーズン中盤でコーディリア・チェイスによって殺されるが、ウルフラム＆ハートと死後の契約を結んでいたためにシーズン終盤で復活した。

## 友人
- リンジー・マクドナルド

同僚。
- ウェスリー・ウィンダム＝プライス

恋人。
- エンジェル